# Sartirana Lomellina
Sartirana Lomellina (lombardul: Sartiräna) település Olaszországban, Lombardia régióban, Pavia megyében. Lakosainak száma 1468 fő (2023. január 1.). Sartirana Lomellina Bozzole, Breme, Semiana, Valle Lomellina, Valmacca, Mede és Torre Beretti e Castellaro községekkel határos.

## Népesség
A település lakossága az elmúlt években az alábbi módon változott:

| 2018 | 1 593 |
| 2023 | 1 468 |